# مشنو
مشنو (به چکی: Mešno) یک منطقهٔ مسکونی در جمهوری چک است که در ناحیه روکیتسانی واقع شده‌است. مشنو ۵٫۸۱ کیلومتر مربع مساحت و ۸۱ نفر جمعیت دارد و ۴۹۲ متر بالاتر از سطح دریا واقع شده‌است.